# 榊原美紅
榊原 美紅（さかきばら みく、1995年4月26日 - ）は、日本の女性ファッションモデル、女優。
東京都出身。テンカラット所属。立正大学心理学部対人・社会心理学科卒業。

## 略歴
- 2007年、「笑顔がごちそう ウチゴハン」の娘役オーディションに合格し[3][4]、芸能デビューする（デビュー当初は一般人）。同時期、研音グループの子役部門である「けんおん。」に所属する。この時の芸名は「森乃美紅」[5]。
- 2007年夏号から2009年6月号まで、ファッション雑誌『ニコ☆プチ』の専属モデルとして活躍。
- 2009年11月号から『ラブベリー』の専属モデルとして2012年3月号の休刊まで活躍していた。2010年4月号で初表紙を飾る[6]。
- 2010年3月、「笑顔がごちそう ウチゴハン」の出演を終了し、「けんおん。」を離れた。その後、所属事務所が明らかにならないままラブベリーの専属モデルを続け、しばらくの間ファンレターの宛先はラブベリー編集部となっていた。
- 2010年10月、テンカラットへ移籍、榊原美紅という名前で活動している[7]。ラブベリーに記載されている名前は美紅。
- 2015年3月30日から2016年3月25日まで、日本テレビ系『ZIP!』5代目お天気キャスターとして出演。現役女子大生がキャスターを務めたのは初であった[8]。2016年3月30日から2018年3月30日までスタジオレギュラーとして引き続き出演した[9]。
- 2024年7月、日テレアナウンサーの大町怜央と結婚[10]。

## 人物
- 4歳の頃からバレエを習っている。ピアノ、そろばんも習っている。
- ラブベリーの誌面では「みっくー」と呼ばれていた。

## 出演

### 雑誌
- ニコ☆プチ（2007年5月22日 - 2009年4月22日、新潮社）専属モデル
- ラブベリー（2009年10月1日 - 2012年2月1日、徳間書店）専属モデル
- CM NOW（159・164号、玄光社）
- 美しいきもの 2014 冬号
- 日本の結婚式 No22
- YEBISU STYLE（2018年3月28日発行号 - 、サッポロ不動産開発株式会社）

#### 映画
- 君は月夜に光り輝く（2019年3月15日、東宝）

### テレビ

#### CM
- 2017 秋 Jolly-Pasta　TV-CM「初めてのビスク篇」
- 小林製薬 「ブレスパルファム」（2019年2月 - ）

#### バラエティ番組
- 笑顔がごちそう ウチゴハン（2007年4月8日 - 2010年3月21日、テレビ朝日）長女・ミク 役
- エチューズ〜飛翔〜（2010年3月18・21・25・28日、スカパー!371chエンタ!371）

#### ドラマ
- 菊次郎とさき 第8話（2007年8月23日、テレビ朝日）
- 行列の女神〜らーめん才遊記〜 第3話、第5話（2020年5月4日・18日、テレビ東京） - HCS講師陣メンバー 役

#### 情報番組
- ZIP!（日本テレビ）
  - 5代目お天気キャスター（2015年3月30日 - 2016年3月25日）
  - スタジオレギュラー（2016年3月30日 - 2018年3月30日）
- にじいろジーン（2016年6月18日、カンテレ）

・一夜づけ  助手 (2018年4月〜2019年3月) テレビ東京
- ビジネスクリック（2019年4月 - 2020年3月、TBS） - 金曜日（木曜日深夜）キャスター[11]

### カタログ
- ジルスチュアート卒業式袴カタログ（2018年4月 - 、京都丸紅株式会社）

### ライブイベント
- T☆LOVE COLLECTION（2009年3月29日、赤坂サカス）

### 舞台
- 時空警察ヴェッカーχ ノエルサンドレ - オラクル・メリー 役
- みみなりももなりの中目黒TV
- Isaka Short Stories（2014年10月25日 - 26日） - 「透明ポーラーベア」千穂 役

### スチール
- 積水ハウス 新聞広告
- 日本コカ・コーラ「コカ・コーラ」2011カレンダー
- 日本コカ・コーラ 「アクエリアス」
- 高島屋「振袖」
- 三越 「浴衣」（2014年）
- ハートアップコンタクトレンズ「RINDA」イメージモデル

### SHOW
- GIRLS AWARD2011/SS
- GIRLS AWARD2011/AW
- TOKYO GIRLS Collection（2015年 - 2017年）

### ラジオ
- JFNサタデードラマハウス 美女子劇場「昭和のJK」（2017年7月1日 - 29日、全5回）
- Fifty Artists（2020年10月 - 、TOKYO FM）- パーソナリティ